# Аленич, Александр Андрианович
Алекса́ндр Андриа́нович Але́нич (1890—1923) —российский и украинский физик и астроном. Наблюдал за метеоритами.

## Биография
Родился 7 апреля 1890 года в селе Каменское Российской империи в семье потомков запорожских казаков.
Учился в первой гимназии города Екатеринослава, куда переехала семья. Будучи гимназистом, печатал заметки на астрономические темы в екатеринославской газете «Приднепровский край».
В 1911 году окончил физико-математический факультет Московского университета, где принимал активное участие в работе студенческого астрономического кружка. В 1912 году издал в Москве брошюру «Обитаема ли Луна?».
В 1915 году с дипломом первой степени вернулся в Екатеринослав. Тут он преподавал физику и математику в первой реальной школе и в частных гимназиях — мужской и женской. Затем был ассистентом Екатеринославского горного института.
В 1917 году он организовал в Екатеринославе астрономический кружок, который посещал будущий известный астроном Борис Воронцов-Вельяминов.
В январе 1919 года перешёл на работу в Каменец-Подольский университет:
- ассистент кафедры физики,
- с мая 1919 года — астроном-наблюдатель,
- с октября 1919 года преподавал описательную астрономию на физико-математическом факультете, позже — сферическую геометрию и тригонометрию.

С 1921 года работал в Каменец-Подольском институте народного образования — сначала вторым секретарём президиума института, затем — секретарём факультета профессионального образования.
В августе 1922 года уволился по причине болезни сердца.
Умер 24 апреля 1923 года в городе Каменец-Подольский.

## Память
- Российская исследовательница Нина Штауде разместила некролог «Александр Андрианович Аленич» в московском журнале «Мироведение», в № 2 за 1923 год.
- В 1931 году Василий Беднов опубликовал заметку «Украинский астроном Александр Аленич (1890-1923)» во львовском «Литературно-научном вестнике».
- В 1933 году в «Трудах Ташкентской астрономической обсерватории» появилась статья Владимира Мальцева «Метеорные потоки, наблюдаемые А. А. Аленичем в 1921-1922 гг.».